# Grande Prêmio do Barém de 2019
O Grande Prêmio do Barém de 2019 (formalmente denominado 2019 Formula 1 Gulf Air Bahrain Grand Prix) foi a segunda etapa da temporada de 2019 da Fórmula 1. Disputada em 31 de março de 2019 no Circuito Internacional do Barém, em Sakhir, Barém

## Relatório

### Antecedentes
O Retorno de Patrick Head na Williams
Em fase muito complicada na Fórmula 1, a Williams recorreu a um dos nomes mais importantes de sua história: Patrick Head, que comandou o corpo técnico do time nas grandes conquistas das décadas de 1980 e 1990, vai assumir o cargo de consultor técnico. Head não vai viajar para as corridas, mas sim atuar na fábrica de Grove, na Inglaterra.
Um dos sócios fundadores do time ao lado de Frank Williams na década de 1970, Head comandou por muitos anos os projetos vitoriosos que levaram a organização inglesa a nove títulos mundiais de construtores e sete de pilotos.
Head ainda tem 9% das ações da Williams, mas não vinha atuando diretamente no dia a dia. Sem vencer uma corrida desde 2012, o time foi o pior da temporada passada e teve muitos problemas para levar seu novo carro à pista.
Na pré-temporada de Barcelona, a Williams perdeu dias de testes com o modelo FW42, e ainda hoje tem dificuldades para entregar peças de reposição aos pilotos Robert Kubica e George Russell.

### Treino Classificatório
Q1
O domínio da Ferrari se repetiu desde o Q1, com Charles Leclerc superando novamente Sebastian Vettel, que deu uma grande travada de pneus. Assim como no terceiro treino livre, a diferença para as demais equipes foi enorme, com Hamilton em terceiro a sete décimos.
Diversos pilotos enfrentaram problemas de tráfego. No incidente mais gritante, Lando Norris foi atrapalhado por Romain Grosjean na última curva do traçado e reclamou bastante pelo rádio. O incidente foi investigado pelos comissários, e o francês ainda pode ser punido.
A disputa pelas últimas vagas no Q2 foi dramática. Pierre Gasly só avançou na última tentativa, enquanto Daniel Ricciardo respirou aliviado apenas quando a bandeira quadriculada já estava sendo agitada. Seu companheiro na Renault, Nico Hulkenberg, foi eliminado.
Eliminados: Antonio Giovinazzi (Alfa Romeo), Nico Hulkenberg (Renault), Lance Stroll (Racing Point), George Russell (Williams) e Robert Kubica (Williams)
Q2
Charles Leclerc deu as cartas no começo do Q2 e fez o melhor tempo do fim de semana, com 1m28s046. Na primeira tentativa, Hamilton ficou meio segundo atrás, enquanto Vettel, atrapalhado pelo tráfego, chegou a estar em sexto lugar, a 1s1 do monegasco.
Vettel melhorou na sua última tentativa e pulou para segundo, mas ainda a 0s310 do companheiro de equipe, enquanto as Mercedes de novo ficaram em terceiro e quarto. A McLaren avançou ao Q3 com seus dois pilotos, assim como a Haas.
Daniel Ricciardo acabou eliminado ao ficar apenas 0s017 atrás de Kimi Raikkonen, mas a grande decepção foi mais uma vez Pierre Gasly, que não passou de 13º, enquanto o companheiro Max Verstappen se classificou em sétimo, 0s417 mais rápido.
Eliminados: Daniel Ricciardo (Renault), Alexander Albon (Toro Rosso), Pierre Gasly (Red Bull), Sergio Pérez (Racing Point) e Daniil Kvyat (Toro Rosso)
Q3
Na primeira rodada de tentativas, Leclerc marcou 1m27s958, exatamente o mesmo tempo de Vettel na conquista da pole do ano passado, deixando Hamilton a 0s232 e Bottas a 0s377. Por ter dado uma volta a mais no Q2, Vettel teve uma tentativa a menos na etapa decisiva e ficou em situação delicada na briga pela pole.
Na última tentativa, Leclerc melhorou ainda mais seu tempo, enquanto Vettel garantiu pelo menos um lugar na primeira fila para minimizar o prejuízo de ser superado por um companheiro de equipe na sua - apenas - segunda corrida pela Ferrari.

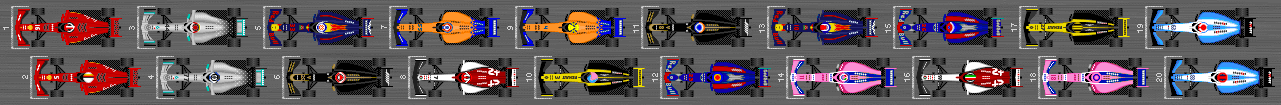
Grid de Largada

### Corrida
A largada foi muito favorável a Sebastian Vettel, que pulou na frente do pole Charles Leclerc e tomou a liderança logo nos primeiros metros. Logo atrás, Valtteri Bottas largou melhor que o companheiro Lewis Hamilton e tomou a terceira posição. O monegasco, de fato, não largou bem, e foi superado também por um aguerrido Valtteri Bottas. A primeira volta foi complicada para Romain Grosjean e Lance Stroll, que se enroscaram, e muito favorável para dois pilotos: Carlos Sainz, que superou Kevin Magnussen e subiu para sexto, e Nico Hülkenberg, que ganhou nada menos que seis posições, pulando de 17º para 11º.
Na segunda volta, Leclerc e Hamilton reagiram depois de perder a posição para Bottas e conseguiram superar o finlandês, com o monegasco retomando o segundo lugar, e o britânico pegando 'carona' na Ferrari de Leclerc e também ultrapassando o piloto da outra Mercedes pouco depois, fazendo o companheiro de equipe cair para quarto. O #77 não tinha um bom ritmo e passava a ser pressionado pela Red Bull de Max Verstappen, com Sainz vindo muito bem logo atrás com a McLaren.
Na quinta volta, Sainz tentou se aproveitar de um erro de Verstappen e emparelhou para fazer a ultrapassagem. Mas em um toque entre os dois carros, o espanhol levou a pior e teve um pneu furado, arruinando sua corrida. "Eu não acredito nesse cara", bradou o piloto via rádio. Assim, pilotos como Daniel Ricciardo, Kimi Räikkönen, Hülkenberg, já em nono, e Pérez, ganhavam uma posição. Sainz caía para o fim do pelotão. O incidente entrou na pauta de investigação dos comissários, mas ninguém foi punido.
Na volta 6, Leclerc, com ritmo muito melhor em relação a Vettel, não só conseguiu se aproximar, mas fez a ultrapassagem na entrada da curva 1. Seb tentou dar o troco, mas o monegasco conseguiu se sustentar na frente. Uma imagem inimaginável de duas Ferrari brigando pra valer pela liderança da corrida.
Leclerc tinha uma performance muito mais consistente que Vettel, e o alemão passava a ser pressionado por Hamilton, que havia reduzido a diferença para menos de 1s. Bottas, com um ritmo um pouco mais lento, foi o primeiro dentre os ponteiros a fazer sua parada, trocando os pneus macios pelos médios. Mais atrás, Antonio Giovinazzi e Daniil Kvyat se tocavam, com o russo levando a pior.
Quando Hamilton fez seu pit-stop, a Mercedes adotou tática distinta em relação a Bottas e trocou pneus macios por outro jogo do mesmo tipo de composto, consolidando uma estratégia de duas paradas. Tudo para tentar superar Vettel na pista com pneus mais rápidos. Tanto Seb como Leclerc, que fizeram seus pit-stops voltas depois, retornaram à pista com os médios.
Com pneus mais rápidos, Hamilton voltou em segundo, logo à frente de Vettel, e passou a pressionar o monegasco em um duelo entre experiência e juventude. Daniel Ricciardo aparecia na quarta posição, mas ainda não havia feito seu pit-stop, tentando talvez uma parada.
Pouco depois, Grosjean encerrava sua participação na prova, sendo o primeiro a abandonar a corrida. Kvyat, por sua vez, era punido em 5s por exceder a velocidade-limite no pit-lane. E Hamilton, na pressão para cima de Leclerc, cometia um erro ao entrar na última curva da pista na volta 19, perdendo cerca de 1s e colocando em risco a já arriscada estratégia da Mercedes. Outro que chamava a atenção, negativamente, era Kevin Magnussen, que vinha com um ritmo bem ruim e apenas em 13º depois de ter largado em sexto.
No pelotão intermediário, a grande briga era entre a Alfa Romeo de Räikkönen e a Renault de Hülkenberg, com o alemão conseguindo fazer a ultrapassagem para assumir a sétima posição na volta 21. A equipe francesa tinha sexto e sétimo lugares, sendo a quarta força da corrida até então. Mais à frente, Hamilton via a estratégia de usar os pneus macios fracassar e Vettel, com os médios, se aproximava para tentar a ultrapassagem, que aconteceu dois giros depois com grande facilidade.
Depois de curtir algumas voltas na liderança por ter retardado seu pit-stop, Ricciardo fez sua parada e retornou em 13º. Aí Leclerc reassumiu a ponta, com Vettel em segundo e Hamilton em terceiro. Bottas, em forma bem mais discreta em relação ao que se viu na Austrália, vinha em quarto e fazia uma corrida solitária. Verstappen fechava o top-5 e Hülkenberg aparecia em sexto.
Na volta 33, Verstappen entrava nos boxes e abria a segunda janela de pit-stops, com o holandês calçando um novo jogo de pneus médios para ir até o fim, assim como Hülkenberg. Pouco depois, na volta 35, Hamilton foi para os pits para trocar os macios pelos médios. E Leclerc, com volta mais rápida e uma vantagem confortável de 8s6 para Vettel, administrava antes de fazer sua segunda troca de pneus.
Vettel fez seu segundo pit-stop na volta 36 e voltou logo à frente de Hamilton. No giro seguinte, Leclerc, que se queixava de falta de aderência, fez nova troca, com a Ferrari calçando novo jogo de pneus médios, voltando à frente. Charles retornou na liderança, seguido por Bottas, que ainda não tinha feito sua parada. E logo atrás, Hamilton e Vettel lutavam roda a roda, com o alemão manobrando melhor para se manter à frente do rival.
O pior foi para Vettel viria a seguir: Hamilton não desistiu de lutar e emparelhou com Seb novamente. O alemão errou sozinho e rodou. Em seguida, Vettel sofreu outro revés ao ver a asa dianteira danificada, que explodiu de forma espetacular depois de uma vibração excessiva no meio da reta oposta.
Vettel teve de fazer um pit-stop extra para colocar uma nova asa dianteira, voltando na oitava posição com pneus macios. O tetracampeão não teve dificuldades para passar as Renault de Ricciardo e de Hülkenberg — antes, os dois pilotos da equipe francesa se tocaram. Na volta 43, Seb assumia a quinta posição e buscava a Red Bull de Verstappen. Já a outra Red Bull, de Gasly, seguia fora dos pontos em um decepcionante 11º lugar.
O que parecia ser um conto de fadas para Leclerc acabou de forma melancólica em algumas voltas. A Ferrari do monegasco perdeu potência a partir da volta 45, e o jovem perdeu toda a sólida vantagem que tinha para Hamilton. O pentacampeão, experiente, aproveitou o melhor ponto, pouco antes da reta dos boxes, para fazer a ultrapassagem e caminhar para uma vitória outrora inimaginável no Barém.
Leclerc se arrastava e não tinha ritmo para brigar com quem vinha mais atrás, com Bottas fazendo a ultrapassagem pouco depois. O monegasco ficou perto de perder o pódio, mas aí aconteceu uma bandeira amarela improvável. O safety-car entrou na pista depois que as Renault de Ricciardo e Hülkenberg pararam quase simultaneamente na volta 55. A bandeira amarela acabou salvando Leclerc de perder o pódio, com o monegasco levando um amargo prêmio de consolação para terminar em terceiro lugar.

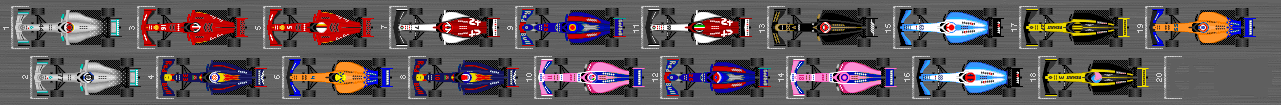
Resultado da corrida

## Pneus
| Nome do composto | Cor | Banda de rolamento | Condições de Tempo | Dry Type | Aderência       | Longevidade   |
| ---------------- | --- | ------------------ | ------------------ | -------- | --------------- | ------------- |
| Macio (C3)       |     | Slick (P Zero)     | Seco               | Soft     | Mais aderência  | Menos durável |
| Médio (C2)       |     | Slick (P Zero)     | Seco               | Medium   | Médio           | Médio         |
| Duro (C1)        |     | Slick (P Zero)     | Seco               | Hard     | Menos aderência | Mais durável  |

| Escolhas de Pneus de cada piloto para o GP do Barém: | Escolhas de Pneus de cada piloto para o GP do Barém: | Escolhas de Pneus de cada piloto para o GP do Barém: | Escolhas de Pneus de cada piloto para o GP do Barém: | Escolhas de Pneus de cada piloto para o GP do Barém: | Escolhas de Pneus de cada piloto para o GP do Barém: |
| ---------------------------------------------------- | ---------------------------------------------------- | ---------------------------------------------------- | ---------------------------------------------------- | ---------------------------------------------------- | ---------------------------------------------------- |
| Nº                                                   | Pilotos                                              | Equipe(s)                                            | Duro                                                 | Médio                                                | Macio                                                |
| 44                                                   | Lewis Hamilton                                       | Mercedes                                             |                                                      |                                                      |                                                      |
| 77                                                   | Valtteri Bottas                                      | Mercedes                                             |                                                      |                                                      |                                                      |
| 5                                                    | Sebastian Vettel                                     | Ferrari                                              |                                                      |                                                      |                                                      |
| 16                                                   | Charles Leclerc                                      | Ferrari                                              |                                                      |                                                      |                                                      |
| 33                                                   | Max Verstappen                                       | Red Bull-Honda                                       |                                                      |                                                      |                                                      |
| 10                                                   | Pierre Gasly                                         | Red Bull-Honda                                       |                                                      |                                                      |                                                      |
| 3                                                    | Daniel Ricciardo                                     | Renault                                              |                                                      |                                                      |                                                      |
| 27                                                   | Nico Hülkenberg                                      | Renault                                              |                                                      |                                                      |                                                      |
| 8                                                    | Romain Grosjean                                      | Haas-Ferrari                                         |                                                      |                                                      |                                                      |
| 20                                                   | Kevin Magnussen                                      | Haas-Ferrari                                         |                                                      |                                                      |                                                      |
| 55                                                   | Carlos Sainz Jr.                                     | McLaren-Renault                                      |                                                      |                                                      |                                                      |
| 4                                                    | Lando Norris                                         | McLaren-Renault                                      |                                                      |                                                      |                                                      |
| 11                                                   | Sergio Pérez                                         | Racing Point-Mercedes                                |                                                      |                                                      |                                                      |
| 18                                                   | Lance Stroll                                         | Racing Point-Mercedes                                |                                                      |                                                      |                                                      |
| 7                                                    | Kimi Raikkonen                                       | Alfa Romeo Racing-Ferrari                            |                                                      |                                                      |                                                      |
| 99                                                   | Antonio Giovinazzi                                   | Alfa Romeo Racing-Ferrari                            |                                                      |                                                      |                                                      |
| 23                                                   | Alexander Albon                                      | Toro Rosso-Honda                                     |                                                      |                                                      |                                                      |
| 26                                                   | Daniil Kvyat                                         | Toro Rosso-Honda                                     |                                                      |                                                      |                                                      |
| 88                                                   | Robert Kubica                                        | Williams-Mercedes                                    |                                                      |                                                      |                                                      |
| 63                                                   | George Russell                                       | Williams-Mercedes                                    |                                                      |                                                      |                                                      |

## Resultados

### Treino Classificatório
| Pos.                     | Nº | Piloto             | Construtor                | Q1       | Pneus | Q2       | Pneus | Q3       | Pneus | Grid |
| ------------------------ | -- | ------------------ | ------------------------- | -------- | ----- | -------- | ----- | -------- | ----- | ---- |
| 1                        | 16 | Charles Leclerc    | Ferrari                   | 1:28.495 |       | 1:28.046 |       | 1:27.866 |       | 1    |
| 2                        | 5  | Sebastian Vettel   | Ferrari                   | 1:28.733 |       | 1:28.356 |       | 1:28.160 |       | 2    |
| 3                        | 44 | Lewis Hamilton     | Mercedes                  | 1:29.262 |       | 1:28.578 |       | 1:28.190 |       | 3    |
| 4                        | 77 | Valtteri Bottas    | Mercedes                  | 1:29.498 |       | 1:28.830 |       | 1:28.256 |       | 4    |
| 5                        | 33 | Max Verstappen     | Red Bull-Honda            | 1:29.579 |       | 1:29.109 |       | 1:28.752 |       | 5    |
| 6                        | 20 | Kevin Magnussen    | Haas-Ferrari              | 1:29.532 |       | 1:29.017 |       | 1:28.757 |       | 6    |
| 7                        | 55 | Carlos Sainz Jr.   | McLaren-Renault           | 1:29.528 |       | 1:29.055 |       | 1:28.813 |       | 7    |
| 8                        | 8  | Romain Grosjean    | Haas-Ferrari              | 1:29.688 |       | 1:29.249 |       | 1:29.015 |       | 11 1 |
| 9                        | 7  | Kimi Räikkönen     | Alfa Romeo-Ferrari        | 1:29.959 |       | 1:29.471 |       | 1:29.022 |       | 8    |
| 10                       | 4  | Lando Norris       | McLaren-Renault           | 1:29.381 |       | 1:29.258 |       | 1:29.043 |       | 9    |
| 11                       | 3  | Daniel Ricciardo   | Renault                   | 1:29.859 |       | 1:29.488 |       | —        | —     | 10   |
| 12                       | 23 | Alexander Albon    | Toro Rosso-Honda          | 1:29.514 |       | 1:29.513 |       | —        | —     | 12   |
| 13                       | 10 | Pierre Gasly       | Red Bull-Honda            | 1:29.900 |       | 1:29.526 |       | —        | —     | 13   |
| 14                       | 11 | Sergio Pérez       | Racing Point-BWT Mercedes | 1:29.893 |       | 1:29.756 |       | —        | —     | 14   |
| 15                       | 26 | Daniil Kvyat       | Toro Rosso-Honda          | 1:29.876 |       | 1:29.854 |       | —        | —     | 15   |
| 16                       | 99 | Antonio Giovinazzi | Alfa Romeo-Ferrari        | 1:30.026 |       | —        | —     | —        | —     | 16   |
| 17                       | 27 | Nico Hülkenberg    | Renault                   | 1:30.034 |       | —        | —     | —        | —     | 17   |
| 18                       | 18 | Lance Stroll       | Racing Point-BWT Mercedes | 1:30.217 |       | —        | —     | —        | —     | 18   |
| 19                       | 63 | George Russell     | Williams-Mercedes         | 1:31.759 |       | —        | —     | —        | —     | 19   |
| 20                       | 88 | Robert Kubica      | Williams-Mercedes         | 1:31.799 |       | —        | —     | —        | —     | 20   |
| Tempo dos 107%: 1:34.689 |    |                    |                           |          |       |          |       |          |       |      |
| Fonte:                   |    |                    |                           |          |       |          |       |          |       |      |

Notas
- ↑1  – Romain Grosjean (Haas) foi punido com perda três posições no grid por ter bloqueado Lando Norris (McLaren) durante a primeira parte do treino classificatório.

### Corrida
| Pos.   | Nu. | Piloto             | Construtor                | Voltas | Tempo/Retirado | Pit Stop | Pneus | Grid | Pontos  |
| ------ | --- | ------------------ | ------------------------- | ------ | -------------- | -------- | ----- | ---- | ------- |
| 1      | 44  | Lewis Hamilton     | Mercedes                  | 57     | 1:34:21.295    | 2        |       | 3    | 25      |
| 2      | 77  | Valtteri Bottas    | Mercedes                  | 57     | +2.980         | 2        |       | 4    | 18      |
| 3      | 16  | Charles Leclerc    | Ferrari                   | 57     | +6.131         | 2        |       | 1    | 15 (1)1 |
| 4      | 33  | Max Verstappen     | Red Bull-Honda            | 57     | +6.408         | 2        |       | 5    | 12      |
| 5      | 5   | Sebastian Vettel   | Ferrari                   | 57     | +36.068        | 3        |       | 2    | 10      |
| 6      | 4   | Lando Norris       | McLaren-Renault           | 57     | +45.754        | 2        |       | 9    | 8       |
| 7      | 7   | Kimi Räikkönen     | Alfa Romeo-Ferrari        | 57     | +47.470        | 2        |       | 8    | 6       |
| 8      | 10  | Pierre Gasly       | Red Bull-Honda            | 57     | +58.094        | 2        |       | 13   | 4       |
| 9      | 23  | Alexander Albon    | Toro Rosso-Honda          | 57     | +1:02.697      | 2        |       | 12   | 2       |
| 10     | 11  | Sergio Pérez       | Racing Point-BWT Mercedes | 57     | +1:03.696      | 2        |       | 14   | 1       |
| 11     | 99  | Antonio Giovinazzi | Alfa Romeo-Ferrari        | 57     | +1:04.599      | 2        |       | 16   |         |
| 12     | 26  | Daniil Kvyat       | Toro Rosso-Honda          | 56     | +1 volta       | 2        |       | 15   |         |
| 13     | 20  | Kevin Magnussen    | Haas-Ferrari              | 56     | +1 volta       | 2        |       | 6    |         |
| 14     | 18  | Lance Stroll       | Racing Point-BWT Mercedes | 56     | +1 volta       | 2        |       | 18   |         |
| 15     | 63  | George Russell     | Williams-Mercedes         | 56     | +1 volta       | 2        |       | 19   |         |
| 16     | 88  | Robert Kubica      | Williams-Mercedes         | 55     | +2 voltas      | 2        |       | 20   |         |
| 17     | 27  | Nico Hülkenberg    | Renault                   | 53     | +4 voltas      | 2        |       | 17   |         |
| 18     | 3   | Daniel Ricciardo   | Renault                   | 53     | +4 voltas      | 2        |       | 10   |         |
| 19     | 55  | Carlos Sainz Jr.   | McLaren-Renault           | 53     | +4 voltas      | 3        |       | 7    |         |
| Ret    | 8   | Romain Grosjean    | Haas-Ferrari              | 16     | Danos          | 1        |       | 11   |         |
| Fonte: |     |                    |                           |        |                |          |       |      |         |

Notas
↑1  - Um ponto extra por ter feito a volta mais rápida da corrida.

## Curiosidade
- Primeira pole position de Charles Leclerc de sua carreira na Fórmula 1 e tornando-se o mais jovem da equipe Ferrari — superando a Jacky Ickx.[5]
- Charles Leclerc se tornou o 99º piloto a fazer uma pole na história da Fórmula 1.
- O primeiro pódio de Charles Leclerc na Fórmula 1 e o primeiro de um piloto monegasco desde o terceiro lugar de Louis Chiron no Grande Prêmio de Mônaco de 1950.
- Alexander Albon conquistou seus primeiros dois pontos da carreira na Fórmula 1 ao terminar em nono e se tornou o primeiro tailandês a pontuar na Fórmula 1 desde que o Príncipe Bira pontuou pela última vez no Grande Prêmio da França de 1954.[6]
- Quarta corrida na história a terminar com o carro de segurança.

## Voltas na Liderança
- Commons

| Nº de Voltas | Piloto           | Voltas           |
| ------------ | ---------------- | ---------------- |
| 41           | Charles Leclerc  | (6-13) e (15-47) |
| 10           | Lewis Hamilton   | (48-57)          |
| 6            | Sebastian Vettel | (1-5) e (14)     |

## 2019DHLFastest Pit Stop Award

### Resultado
| 1      | 33 | Max Verstappen   | Red Bull-Honda    | 2.17 | 25 |
| 2      | 88 | Robert Kubica    | Williams-Mercedes | 2.18 | 18 |
| 3      | 5  | Sebastian Vettel | Ferrari           | 2.19 | 15 |
| 4      | 16 | Charles Leclerc  | Ferrari           | 2.30 | 12 |
| 5      | 77 | Valtteri Bottas  | Mercedes          | 2.38 | 10 |
| 6      | 44 | Lewis Hamilton   | Mercedes          | 2.50 | 8  |
| 7      | 4  | Lando Norris     | McLaren-Renault   | 2.54 | 6  |
| 8      | 10 | Pierre Gasly     | Red Bull-Honda    | 2.56 | 4  |
| 9      | 63 | George Russell   | Williams-Mercedes | 2.68 | 2  |
| 10     | 20 | Kevin Magnussen  | Haas-Ferrari      | 2.70 | 1  |
| Fonte: |    |                  |                   |      |    |

### Classificação
| Tabela do DHL Fastest Pit Stop Award \| Pos \| Construtor \| Pontos \| \| --- \| ------------------------- \| ------ \| \| 1 \| Red Bull-Honda \| 72 \| \| 2 \| Williams-Mercedes \| 39 \| \| 3 \| Ferrari \| 28 \| \| 4 \| Mercedes \| 24 \| \| 5 \| McLaren-Renault \| 18 \| \| 6 \| Toro Rosso-Honda \| 12 \| \| 7 \| Renault \| 8 \| \| 8 \| Hass-Ferrari \| 1 \| \| 9 \| Racing Point-BWT Mercedes \| 0 \| \| 10 \| Alfa Romeo-Ferrari \| 0 \| |                           |        |
| Pos | Construtor                | Pontos |
| 1 | Red Bull-Honda            | 72     |
| 2 | Williams-Mercedes         | 39     |
| 3 | Ferrari                   | 28     |
| 4 | Mercedes                  | 24     |
| 5 | McLaren-Renault           | 18     |
| 6 | Toro Rosso-Honda          | 12     |
| 7 | Renault                   | 8      |
| 8 | Hass-Ferrari              | 1      |
| 9 | Racing Point-BWT Mercedes | 0      |
| 10 | Alfa Romeo-Ferrari        | 0      |

## Tabela do campeonato após a corrida
Somente as cinco primeiras posições estão incluídas nas tabelas.
| Pos | Piloto           | Pontos | Var     |
| --- | ---------------- | ------ | ------- |
| 1   | Valtteri Bottas  | 44     | Estável |
| 2   | Lewis Hamilton   | 43     | Estável |
| 3   | Max Verstappen   | 27     | Estável |
| 4   | Charles Leclerc  | 26     | 1       |
| 5   | Sebastian Vettel | 22     | 1       |

| Pos | Construtor         | Pontos | Var     |
| --- | ------------------ | ------ | ------- |
| 1   | Mercedes           | 87     | Estável |
| 2   | Ferrari            | 48     | Estável |
| 3   | Red Bull-Honda     | 31     | Estável |
| 4   | Alfa Romeo-Ferrari | 10     | 2       |
| 5   | McLaren-Renault    | 8      | 4       |